# Ryedale
Ryedale est un ancien district non métropolitain du Yorkshire du Nord, en Angleterre, au Royaume-Uni, dont le siège était Malton. Il a existé de 1974 à 2023.

## Géographie
Le district s'étendait sur 1 506,59 km2 dans l'est du Yorkshire du Nord, sur le cours de la Rye.

## Histoire
Le district a été créé le 1er avril 1974 par le Local Government Act 1972. Il est issu de la fusion du district urbain de Norton et du district rural de Norton, jusque-là dans le Yorkshire de l'Est, avec les districts urbains de Malton et Pickering ainsi que les districts ruraux de Flaxton, Helmsley, Kirkbymoorside, Malton et Pickering, jusqu'alors dans le Yorkshire du Nord.
Le district a perdu la moitié de sa population en 1996, lorsque la Cité d'York s'est étendue et est devenue une autorité unitaire. Cette expansion concernait les paroisses de Clifton Without, Earswick, Haxby, Heworth Without, Holtby, Huntington, Murton, New Earswick, Osbaldwick, Rawcliffe, Skelton, Stockton-on-the-Forest, Strensall, Towthorpe et Wigginton. D'après le recensement de 2001, ces paroisses représentaient 50 163 habitants, contre 50 872 pour le reste du district de Ryedale.
Les sept districts non métropolitains du Yorkshire du Nord, dont celui de Ryedale, sont abolis le 1er avril 2023 et remplacés par une nouvelle autorité unitaire du Yorkshire du Nord.

## Composition
Le district était composé des villes et paroisses civiles suivantes :
- Acklam
- Aislaby
- Allerston
- Amotherby
- Ampleforth
- Appleton-le-Moors
- Appleton-le-Street with Easthorpe
- Barton-le-Street
- Barton-le-Willows
- Barugh (Great and Little)
- Beadlam
- Birdsall
- Bransdale
- Brawby
- Broughton
- Bulmer
- Burythorpe
- Buttercrambe with Bossall
- Byland with Wass
- Cawton
- Claxton
- Cold Kirby
- Coneysthorpe
- Coulton
- Crambe
- Cropton
- Ebberston and Yedingham
- Edstone
- Fadmoor
- Farndale East
- Farndale West
- Flaxton
- Foston
- Foxholes
- Fryton
- Ganton
- Gate Helmsley
- Gillamoor
- Gilling East
- Grimston
- Habton
- Harome
- Hartoft
- Harton
- Hawnby
- Helmsley
- Henderskelfe
- Heslerton
- Hovingham
- Howsham
- Hutton-le-Hole
- Huttons Ambo
- Kirby Grindalythe
- Kirby Misperton
- Kirkbymoorside
- Langton
- Lastingham
- Leavening
- Levisham
- Lillings Ambo
- Lockton
- Luttons
- Malton
- Marishes
- Marton
- Middleton
- Nawton
- Newton
- Normanby
- Norton-on-Derwent
- Nunnington
- Old Byland and Scawton
- Oldstead
- Oswaldkirk
- Pickering
- Pockley
- Rievaulx
- Rillington
- Rosedale East Side
- Rosedale West Side
- Salton
- Sand Hutton
- Scackleton
- Scagglethorpe
- Scampston
- Scrayingham
- Settrington
- Sherburn
- Sheriff Hutton
- Sinnington
- Slingsby
- South Holme
- Spaunton
- Sproxton
- Stape
- Stonegrave
- Swinton
- Terrington
- Thixendale
- Thornton-le-Clay
- Thornton-le-Dale
- Thorpe Bassett
- Upper Helmsley
- Warthill
- Weaverthorpe
- Welburn
- Welburn
- Westow
- Wharram-le-Street
- Whitwell-on-the-Hill
- Willerby
- Wilton
- Wintringham
- Wombleton
- Wrelton